# دلقو
دلقو (به عربی: دلقو) یک منطقهٔ مسکونی در سودان است که در شمالیه واقع شده‌است.